# Irwin Dambrot
Irwin Dambrot (24 de mayo de 1928-21 de enero de 2010) fue un jugador de baloncesto estadounidense que ganó en 1950 el título de Mejor Jugador del Torneo de la NCAA, pero no llegó a jugar en la NBA. Si lo hizo una temporada en la ABL. Con 1,93 metros de estatura, jugaba en la posición de alero.

## Trayectoria deportiva

### Universidad
Jugó durante cuatro temporadas con los Beavers del City College of New York, en las que promedió 10,0 puntos  por partido. En 1950 capitaneó a su equipo, logrando ganar por primera y única vez en la historia un mismo equipo la NCAA y el NIT. En la Final Four del torneo universitario consiguió 28 puntos, siendo elegido Mejor Jugador del Torneo.
Poco después de acabar su carrera universitaria, fue arrestado junto con cinco compañeros de su equipo, acusado de amañar partidos, pero finalmente quedó en libertad.

### Profesional
Fue elegido en la séptima posición del Draft de la NBA de 1950 por New York Knicks, pero nunca llegó a jugar en la liga. Si jugó un año en la ABL, en los equipos de Paterson Crescents y Washington Capitols, tras lo cual se retiró para dedicarse a su profesión de dentista. Al momento de su muerte vivía en Nueva Jersey, y estuvo afectado de la enfermedad de Parkinson.